# Clubiona spiralis
Clubiona spiralis este o specie de păianjeni din genul Clubiona, familia Clubionidae, descrisă de Emerton, 1909. Conform Catalogue of Life specia Clubiona spiralis nu are subspecii cunoscute.